# Blood Simple
Blood Simple er amerikansk neo-noir film fra 1984 instrueret, produceret og skrevet af Joel og Ethan Coen. Blood Simple er Coen-brødrenes første film. Filmen har John Getz og Frances McDormand i hovedrollerne.

## Medvirkende
- John Getz
- Frances McDormand
- Dan Hedaya
- M. Emmet Walsh

## Ekstern henvisning
- Blood Simple på Internet Movie Database (engelsk)
- Blood Simple på Filmdatabasen
- Blood Simple på Scope
- Blood Simple i Svensk Filmdatabas (svensk)
- Blood Simple på AlloCiné (fransk)
- Blood Simple på MovieMeter (nederlandsk)
- Blood Simple på AllMovie (engelsk)
- Blood Simple hos American Film Institute (engelsk)
- Blood Simples profil hos Encyclopædia Britannica Online (engelsk)
- Blood Simple på Turner Classic Movies (engelsk)